# Daniel Seiter
Daniel Seiter (Seyter), auch il cavalliere Daniele oder Daniele Fiammingo genannt (* 6. August 1647 in Wien; † 2. November 1705 in Turin) war ein Maler des Barock, der den größten Teil seines Lebens in Italien (Venedig, Rom und Turin) verbrachte.

## Leben und Ausbildung
Daniel Seiter begann als Zeichner bei einem Festungsbauingenieur und trat in den Dienst des Grafen Raimondo Montecuccoli. Um 1667 kam er nach Venedig, wo er seine erste Ausbildung bei dem überwiegend in Venedig tätigen deutschen Barockmaler Johann Carl Loth erhielt. Um 1680 ging Seiter nach einem Zwischenaufenthalt in Florenz nach Rom. Mit Ausnahme der Fresken in der römischen Kirche Santa Maria degli Angeli e dei Martiri hat Seiter in Rom vornehmlich Tafel- oder Altarbilder geschaffen. Er arbeitete einige Zeit im Atelier des Meisters des italienischen Hochbarock Carlo Maratta und war stark von diesem beeinflusst. Bald hatte er beträchtlichen Erfolg und erhielt Aufträge für Arbeiten in namhaften Kirchen Roms. Seinen ersten großen Auftrag, die Fresken in der Apsis der Kirche Santa Maria degli Angeli e dei Martiri zu gestalten, erhielt er 1681. Bereits 1683 wurde er in die Congregazione dei Virtuosi al Panteon und 1686 als Accademico di merito in die Accademia di San Luca aufgenommen. Der Herzog von Savoyen Viktor Amadeus II. berief ihn 1688 nach Turin, um im neuen Ostflügel des Palazzo Reale die Staatsgemächer mit Deckenfresken auszustatten. 1695 wurde er Ritter des Ordens der Heiligen Mauritius und Lazarus und 1696 zum ersten Hofmaler ernannt.

## Werke (Auswahl)
Italien, Rom

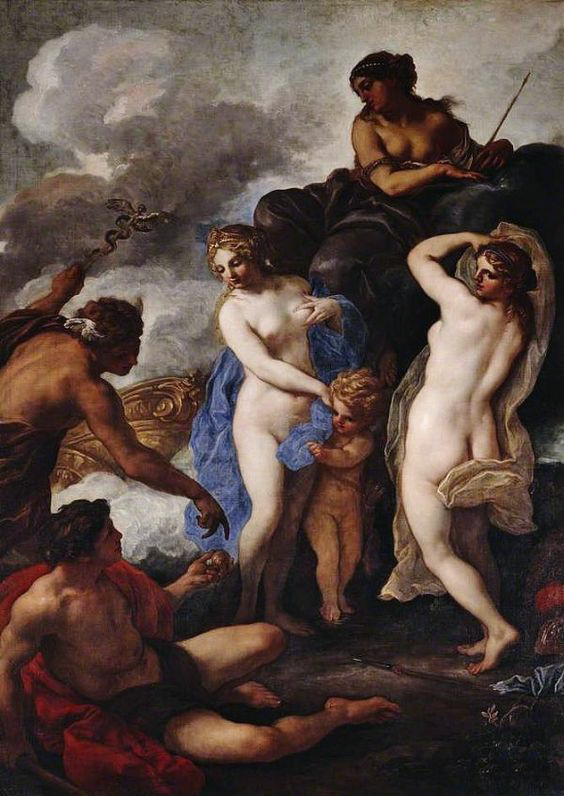
Daniel Seiter – Das Urteil des Paris (London, Chiswick House)

- Santa Maria degli Angeli e dei Martiri: Fresken der Apsis (Abb.) (1681)
- Santa Maria del Popolo, Cappella Cibo: Martyrium der hl. Caterina und Martyrium des hl. Laurentius (Abb.) (1685)
- Santa Maria in Aracoeli, Cappella di San Pasquale Baylon:  Fresken mit Szenen aus dem Leben des hl. Pasqualis (Abb. links) (Abb. rechts) (1690)
- Santa Maria in Montesanto: Barmherzigkeit des hl. Jakob (dritte Kapelle links, Bild links)
- Santa Maria del Suffragio: Madonna mit den Heiligen Hyacint und Katharina (erste Kapelle links)
- Santa Maria in Traspontina: Ekstase des hl. König Knut (Abb.) (zweite Kapelle rechts)
- Santa Maria in Vallicella: Rundbilder im Hauptschiff Kommunion der Apostel, Manna-Lese, Judith, Unbefleckte Empfängnis, Predigt Johannes des Täufers (1699 vollendet)
- Galleria dell'Accademia di San Luca: Caritas Romana, Loth und seine Töchter

 Italien, Trient
- Santa Maria Maggiore: Toter Christus

Italien, Turin
- Palazzo Reale: Deckenfresken in den Repräsentationsräumen des Ostflügels

Österreich
- Stift Kremsmünster, Stiftskirche: Martyrium der hl. Candida (links) (Abb.) und Martyrium des hl. Agapitus (rechts) (Abb.), Altarblätter in den Seitenchören
- Wien, Albertina: Zeichnungen Venus mit Amor und Adonis, Apotheose Kaiser Leopold I. und Pietà

Deutschland
- München, Residenzmuseum: Joseph und Potiphar (2. Audienzzimmer der Reichen Zimmer)
- Schloss Schleißheim: Noli me tangere und Der ungläubige Thomas (Abb.) (beide mit Simone Cantarini als Künstler beschriftet, aber im Online-Katalog der Pinakotheken unter Daniel Seiter geführt[1])